# Szentjakabfalva
Szentjakabfalva (1889-ig Jakabfalva, szlovákul: Jakub, korábban Svätý Jakub) Besztercebánya városrésze, egykor önálló község Szlovákiában, a Besztercebányai kerületben.

## Fekvése
A városközponttól 5 km-re északra, a Beszterce-patak partján fekszik.

## Története
A települést a 13. században említik először, nevét legrégibb épületéről, Szent Jakab apostol tiszteletére szentelt templomáról kapta. Már a 16. századig is főként bányászok lakták, akik a nemesi családok tulajdonában lévő bányákban dolgoztak. Közülük a legjelentősebb a Thurzó–Fugger család, melynek nem volt konkurenciája egész Magyarországon. 1546-ban területének legnagyobb része a bányakamara tulajdona volt, másik része Besztercebánya város birtoka. A kamara rézkohót épített ide, mely főként a Spányi-völgyben termelt nyersanyagot dolgozta fel. A faluban két fűrésztelep, kőbánya és mészégető is működött.
A 18. század végén Vályi András így ír róla: „SZENT JAKAB. Tót falu Zólyom Várm. földes Ura a’ Besztertzei Bányászi Kamara, lakosai katolikusok, fekszik Besztertze Bányához 1/2 mértföldnyire, mellynek filiája; határjáank 3/4 része sovány, legelője, fája van, keresettye a’ Bányákban.”
Fényes Elek 1851-ben kiadott geográfiai szótárában így ír a településről: „Szent-Jakab, tót falu, Zólyom vmegyében, a beszterczei völgyben, ut. postája Beszterczebánya. Van 341 kath., 84 evang. lakosa, egy régi katholikus temploma, egy sodrony-gyára és rézhámora. Homokos földe sovány, s buzát nem terem. Egész urb. telek 12 1/2. Majorság nincs. Birja a kamara és Beszterczebánya város.”
1910-ben 424, túlnyomórészt szlovák lakosa volt. 1920 előtt Zólyom vármegye Besztercebányai járásához tartozott.
Területén a második világháború idején súlyos harcok folytak, az itt átívelő vashidat a németek felrobbantották, de a háború után újjáépült.

## Nevezetességei
Szent Jakab apostol tiszteletére szentelt temploma a 13. században épült. Eredeti gótikus szárnyas oltárát még a monarchia idején Esztergomba vitték, ma a templomban ennek másolata látható. A templom harangja 1486-ban készült, az egyik legrégibb harang Szlovákiában. A reneszánsz stallum festményeit a 16.-17. században német festők készítették.

## Külső hivatkozások
- Szentjakab Szlovákia térképén

## Lásd még
- Besztercebánya
- Foncsorda
- Garamkirályfalva
- Garamsálfalva
- Keremcse
- Kisélesd
- Majorfalva
- Olmányfalva
- Pallós
- Radvány
- Rakolc
- Rudló
- Szakbény
- Szénás
- Zólyomszászfalu